# پیز الا
پیز الا (به لاتین: Piz Ela) یک کوه در سوئیس است که در کانتون گراوبوندن واقع شده‌است. پیز الا ۳٬۳۳۹ متر بالاتر از سطح دریا واقع شده‌است.